# Jörgen Grubb
Jörgen Grubb (1962) é um político sueco. Desde 24 de setembro de  2018 Grubb serve como membro do Riksdag em representação do círculo eleitoral do condado de Östergötland.